# Green Day/Diskografie
Diese Diskografie ist eine Übersicht über die musikalischen Werke der US-amerikanischen Rockband Green Day. Den Quellenangaben zufolge hat sie bisher mehr als 91 Millionen Tonträger verkauft, damit zählt sie zu den Interpreten mit den meisten verkauften Tonträgern weltweit. In Deutschland konnte die Gruppe bis heute über 2,7 Millionen Tonträger vertreiben. Ihre erfolgreichste Veröffentlichung ist das Album Dookie mit über 24 Millionen verkauften Einheiten.

## Alben

### Studioalben
| Jahr | Titel Musiklabel                                  | Höchstplatzierung, Gesamtwochen, AuszeichnungChartplatzierungen (Jahr, Titel, Musiklabel, Platzierungen, Wochen, Auszeichnungen, Anmerkungen) | Höchstplatzierung, Gesamtwochen, AuszeichnungChartplatzierungen (Jahr, Titel, Musiklabel, Platzierungen, Wochen, Auszeichnungen, Anmerkungen) | Höchstplatzierung, Gesamtwochen, AuszeichnungChartplatzierungen (Jahr, Titel, Musiklabel, Platzierungen, Wochen, Auszeichnungen, Anmerkungen) | Höchstplatzierung, Gesamtwochen, AuszeichnungChartplatzierungen (Jahr, Titel, Musiklabel, Platzierungen, Wochen, Auszeichnungen, Anmerkungen) | Höchstplatzierung, Gesamtwochen, AuszeichnungChartplatzierungen (Jahr, Titel, Musiklabel, Platzierungen, Wochen, Auszeichnungen, Anmerkungen) | Höchstplatzierung, Gesamtwochen, AuszeichnungChartplatzierungen (Jahr, Titel, Musiklabel, Platzierungen, Wochen, Auszeichnungen, Anmerkungen) | Anmerkungen                                                     |
| Jahr | Titel Musiklabel                                  | DE | AT | CH | UK | US | Rock | Anmerkungen                                                     |
| ---- | ------------------------------------------------- | --- | --- | --- | --- | --- | --- | --------------------------------------------------------------- |
| 1990 | 39/Smooth Lookout! Records                        | — | — | — | UK— GoldUK | — | — | Erstveröffentlichung: 13. April 1990 Verkäufe: + 100.000        |
| 1992 | Kerplunk! Lookout! Records                        | — | — | — | UK— GoldUK | US— PlatinUS | — | Erstveröffentlichung: 17. Januar 1992 Verkäufe: + 4.000.000     |
| 1994 | Dookie Reprise Records (WMG)                      | DE4 ×3Dreifachgold · (63 Wo.)DE | AT4 Platin · (46 Wo.)AT | CH6 Gold · (40 Wo.)CH | UK13 ×3Dreifachplatin · (114 Wo.)UK | US2 ×2Doppeldiamant · (116 Wo.)US | — | Erstveröffentlichung: 28. Januar 1994 Verkäufe: + 24.075.205    |
| 1995 | Insomniac Reprise Records (WMG)                   | DE12 Gold · (19 Wo.)DE | AT2 Gold · (16 Wo.)AT | CH8 (12 Wo.)CH | UK8 Platin · (12 Wo.)UK | US2 ×2Doppelplatin · (40 Wo.)US | — | Erstveröffentlichung: 10. Oktober 1995 Verkäufe: + 3.151.350    |
| 1997 | Nimrod Reprise Records (WMG)                      | DE31 (5 Wo.)DE | AT28 (4 Wo.)AT | CH33 (3 Wo.)CH | UK11 Platin · (21 Wo.)UK | US10 ×2Doppelplatin · (70 Wo.)US | — | Erstveröffentlichung: 10. Oktober 1997 Verkäufe: + 3.117.500    |
| 2000 | Warning Reprise Records (WMG)                     | DE21 (5 Wo.)DE | AT14 (5 Wo.)AT | CH11 (8 Wo.)CH | UK4 Platin · (21 Wo.)UK | US4 Gold · (25 Wo.)US | — | Erstveröffentlichung: 3. Oktober 2000 Verkäufe: + 1.277.500     |
| 2004 | American Idiot Reprise Records (WMG)              | DE3 ×4Vierfachplatin · (77 Wo.)DE | AT1 ×2Doppelplatin · (101 Wo.)AT | CH1 ×2Doppelplatin · (79 Wo.)CH | UK1 ×8Achtfachplatin · (128 Wo.)UK | US1 ×6Sechsfachplatin · (145 Wo.)US | Rock5 (22 Wo.)Rock | Erstveröffentlichung: 17. September 2004 Verkäufe: + 15.000.000 |
| 2009 | 21st Century Breakdown Reprise Records (WMG)      | DE1 ×3Dreifachgold · (57 Wo.)DE | AT1 Platin · (67 Wo.)AT | CH1 Platin · (27 Wo.)CH | UK1 Platin · (39 Wo.)UK | US1 Platin · (38 Wo.)US | Rock1 (32 Wo.)Rock | Erstveröffentlichung: 15. Mai 2009 Verkäufe: + 2.436.386        |
| 2012 | ¡Uno! Reprise Records (WMG)                       | DE3 Gold · (14 Wo.)DE | AT1 Gold · (13 Wo.)AT | CH4 (9 Wo.)CH | UK2 Gold · (14 Wo.)UK | US2 (16 Wo.)US | Rock2 (16 Wo.)Rock | Erstveröffentlichung: 25. September 2012 Verkäufe: + 380.000    |
| 2012 | ¡Dos! Reprise Records (WMG)                       | DE4 (7 Wo.)DE | AT3 (7 Wo.)AT | CH8 (6 Wo.)CH | UK10 Gold · (11 Wo.)UK | US9 (9 Wo.)US | Rock3 (9 Wo.)Rock | Erstveröffentlichung: 13. November 2012 Verkäufe: + 100.000     |
| 2012 | ¡Tré! Reprise Records (WMG)                       | DE17 (7 Wo.)DE | AT8 (6 Wo.)AT | CH14 (5 Wo.)CH | UK31 Silber · (4 Wo.)UK | US13 (8 Wo.)US | Rock3 (6 Wo.)Rock | Erstveröffentlichung: 11. Dezember 2012 Verkäufe: + 60.000      |
| 2016 | Revolution Radio Reprise Records (WMG)            | DE2 (13 Wo.)DE | AT4 (11 Wo.)AT | CH2 (14 Wo.)CH | UK1 Gold · (14 Wo.)UK | US1 (15 Wo.)US | Rock1 (17 Wo.)Rock | Erstveröffentlichung: 7. Oktober 2016 Verkäufe: + 125.000       |
| 2020 | Father of All Motherfuckers Reprise Records (WMG) | DE2 (4 Wo.)DE | AT2 (4 Wo.)AT | CH1 (6 Wo.)CH | UK1 (4 Wo.)UK | US4 (3 Wo.)US | Rock1 (3 Wo.)Rock | Erstveröffentlichung: 7. Februar 2020                           |
| 2024 | Saviors Reprise Records (WMG)                     | DE2 (6 Wo.)DE | AT2 (6 Wo.)AT | CH3 (6 Wo.)CH | UK1 Silber · (4 Wo.)UK | US4 (3 Wo.)US | Rock1 (2 Wo.)Rock | Erstveröffentlichung: 19. Januar 2024 Verkäufe: + 60.000        |

grau schraffiert: keine Chartdaten aus diesem Jahr verfügbar

### Livealben
| Jahr | Titel Musiklabel                          | Höchstplatzierung, Gesamtwochen, AuszeichnungChartplatzierungen (Jahr, Titel, Musiklabel, Platzierungen, Wochen, Auszeichnungen, Anmerkungen) | Höchstplatzierung, Gesamtwochen, AuszeichnungChartplatzierungen (Jahr, Titel, Musiklabel, Platzierungen, Wochen, Auszeichnungen, Anmerkungen) | Höchstplatzierung, Gesamtwochen, AuszeichnungChartplatzierungen (Jahr, Titel, Musiklabel, Platzierungen, Wochen, Auszeichnungen, Anmerkungen) | Höchstplatzierung, Gesamtwochen, AuszeichnungChartplatzierungen (Jahr, Titel, Musiklabel, Platzierungen, Wochen, Auszeichnungen, Anmerkungen) | Höchstplatzierung, Gesamtwochen, AuszeichnungChartplatzierungen (Jahr, Titel, Musiklabel, Platzierungen, Wochen, Auszeichnungen, Anmerkungen) | Höchstplatzierung, Gesamtwochen, AuszeichnungChartplatzierungen (Jahr, Titel, Musiklabel, Platzierungen, Wochen, Auszeichnungen, Anmerkungen) | Anmerkungen                                                |
| Jahr | Titel Musiklabel                          | DE | AT | CH | UK | US | Rock | Anmerkungen                                                |
| ---- | ----------------------------------------- | --- | --- | --- | --- | --- | --- | ---------------------------------------------------------- |
| 1997 | Foot in Mouth Reprise Records (WMG)       | — | — | — | — | — | — | Erstveröffentlichung: 25. April 1997                       |
| 2001 | Tune in, Tokyo… Reprise Records (WMG)     | — | — | — | — | — | — | Erstveröffentlichung: 22. August 2001                      |
| 2005 | Bullet in a Bible Reprise Records (WMG)   | DE7 Gold · (15 Wo.)DE | AT5 Gold · (17 Wo.)AT | CH11 (18 Wo.)CH | UK6 Platin · (16 Wo.)UK | US8 (14 Wo.)US | Rock18 (2 Wo.)Rock | Erstveröffentlichung: 5. November 2005 Verkäufe: + 690.000 |
| 2011 | Awesome as Fuck Reprise Records (WMG)     | DE5 (6 Wo.)DE | AT8 (7 Wo.)AT | CH11 (8 Wo.)CH | UK14 Gold · (5 Wo.)UK | US14 (3 Wo.)US | Rock4 (3 Wo.)Rock | Erstveröffentlichung: 21. März 2011 Verkäufe: + 100.000    |
| 2019 | Live! Woodstock ’94 Reprise Records (WMG) | — | — | — | — | US156 (1 Wo.)US | — | Erstveröffentlichung: 13. April 2019                       |
| 2021 | BBC Sessions Reprise Records (WMG)        | DE79 (1 Wo.)DE | — | — | UK44 (1 Wo.)UK | — | — | Erstveröffentlichung: 10. Dezember 2021                    |

grau schraffiert: keine Chartdaten aus diesem Jahr verfügbar

### Kompilationen
| Jahr | Titel Musiklabel                                                        | Höchstplatzierung, Gesamtwochen, AuszeichnungChartplatzierungen (Jahr, Titel, Musiklabel, Platzierungen, Wochen, Auszeichnungen, Anmerkungen) | Höchstplatzierung, Gesamtwochen, AuszeichnungChartplatzierungen (Jahr, Titel, Musiklabel, Platzierungen, Wochen, Auszeichnungen, Anmerkungen) | Höchstplatzierung, Gesamtwochen, AuszeichnungChartplatzierungen (Jahr, Titel, Musiklabel, Platzierungen, Wochen, Auszeichnungen, Anmerkungen) | Höchstplatzierung, Gesamtwochen, AuszeichnungChartplatzierungen (Jahr, Titel, Musiklabel, Platzierungen, Wochen, Auszeichnungen, Anmerkungen) | Höchstplatzierung, Gesamtwochen, AuszeichnungChartplatzierungen (Jahr, Titel, Musiklabel, Platzierungen, Wochen, Auszeichnungen, Anmerkungen) | Höchstplatzierung, Gesamtwochen, AuszeichnungChartplatzierungen (Jahr, Titel, Musiklabel, Platzierungen, Wochen, Auszeichnungen, Anmerkungen) | Anmerkungen                                                   |
| Jahr | Titel Musiklabel                                                        | DE | AT | CH | UK | US | Rock | Anmerkungen                                                   |
| ---- | ----------------------------------------------------------------------- | --- | --- | --- | --- | --- | --- | ------------------------------------------------------------- |
| 1991 | 1,039/Smoothed Out Slappy Hours Lookout! Records                        | — | — | — | UK— GoldUK | US— GoldUS | — | Erstveröffentlichung: 19. April 1991 Verkäufe: + 600.000      |
| 2001 | International Superhits! Reprise Records (WMG)                          | DE67 (1 Wo.)DE | AT48 (2 Wo.)AT | CH61 (4 Wo.)CH | UK15 ×3Dreifachplatin · (70 Wo.)UK | US40 Platin · (35 Wo.)US | — | Erstveröffentlichung: 13. November 2001 Verkäufe: + 2.765.000 |
| 2002 | Shenanigans Reprise Records (WMG)                                       | DE100 (1 Wo.)DE | AT33 (5 Wo.)AT | — | UK32 Gold · (5 Wo.)UK | US27 (5 Wo.)US | — | Erstveröffentlichung: 2. Juli 2002 Verkäufe: + 200.000        |
| 2010 | American Idiot – Original Broadway Cast Recording Reprise Records (WMG) | — | AT15 (12 Wo.)AT | — | — | — | — | Erstveröffentlichung: 20. April 2010                          |
| 2014 | Demolicious Reprise Records (WMG)                                       | — | — | — | — | US112 (1 Wo.)US | Rock24 (1 Wo.)Rock | Erstveröffentlichung: 19. April 2014                          |
| 2017 | Greatest Hits: God’s Favorite Band Reprise Records (WMG)                | DE36 (1 Wo.)DE | AT30 (2 Wo.)AT | CH44 (1 Wo.)CH | UK22 ×2Doppelplatin · (… Wo.)UK | US39 (39 Wo.)US | Rock4 (81 Wo.)Rock | Erstveröffentlichung: 17. November 2017 Verkäufe: + 770.000   |

grau schraffiert: keine Chartdaten aus diesem Jahr verfügbar

### EPs
| Jahr | Titel Musiklabel                                              | Höchstplatzierung, Gesamtwochen, AuszeichnungChartplatzierungen (Jahr, Titel, Musiklabel, Platzierungen, Wochen, Auszeichnungen, Anmerkungen) | Höchstplatzierung, Gesamtwochen, AuszeichnungChartplatzierungen (Jahr, Titel, Musiklabel, Platzierungen, Wochen, Auszeichnungen, Anmerkungen) | Höchstplatzierung, Gesamtwochen, AuszeichnungChartplatzierungen (Jahr, Titel, Musiklabel, Platzierungen, Wochen, Auszeichnungen, Anmerkungen) | Höchstplatzierung, Gesamtwochen, AuszeichnungChartplatzierungen (Jahr, Titel, Musiklabel, Platzierungen, Wochen, Auszeichnungen, Anmerkungen) | Höchstplatzierung, Gesamtwochen, AuszeichnungChartplatzierungen (Jahr, Titel, Musiklabel, Platzierungen, Wochen, Auszeichnungen, Anmerkungen) | Höchstplatzierung, Gesamtwochen, AuszeichnungChartplatzierungen (Jahr, Titel, Musiklabel, Platzierungen, Wochen, Auszeichnungen, Anmerkungen) | Anmerkungen                             |
| Jahr | Titel Musiklabel                                              | DE | AT | CH | UK | US | Rock | Anmerkungen                             |
| ---- | ------------------------------------------------------------- | --- | --- | --- | --- | --- | --- | --------------------------------------- |
| 1989 | 1,000 Hours Lookout! Records                                  | — | — | — | — | — | — | Erstveröffentlichung: 26. Mai 1989      |
| 1990 | Slappy Lookout! Records                                       | — | — | — | — | — | — | Erstveröffentlichung: 1990              |
| 1990 | Sweet Children Lookout! Records                               | — | — | — | — | — | — | Erstveröffentlichung: August 1990       |
| 1996 | Bowling Bowling Bowling Parking Parking Reprise Records (WMG) | — | AT34 (3 Wo.)AT | — | — | — | — | Erstveröffentlichung: Juli 1996         |
| 2009 | 21 Guns Live EP Reprise Records (WMG)                         | — | — | — | — | — | — | Erstveröffentlichung: 4. September 2009 |
| 2009 | Last Night on Earth: Live in Tokyo Reprise Records (WMG)      | — | — | — | — | US198 (1 Wo.)US | — | Erstveröffentlichung: 11. November 2009 |
| 2012 | Oh Love Reprise Records (WMG)                                 | — | — | — | — | — | — | Erstveröffentlichung: 14. August 2012   |

grau schraffiert: keine Chartdaten aus diesem Jahr verfügbar

## Singles
| Jahr | Titel Album                                                                         | Höchstplatzierung, Gesamtwochen, AuszeichnungChartplatzierungen (Jahr, Titel, Album, Platzierungen, Wochen, Auszeichnungen, Anmerkungen) | Höchstplatzierung, Gesamtwochen, AuszeichnungChartplatzierungen (Jahr, Titel, Album, Platzierungen, Wochen, Auszeichnungen, Anmerkungen) | Höchstplatzierung, Gesamtwochen, AuszeichnungChartplatzierungen (Jahr, Titel, Album, Platzierungen, Wochen, Auszeichnungen, Anmerkungen) | Höchstplatzierung, Gesamtwochen, AuszeichnungChartplatzierungen (Jahr, Titel, Album, Platzierungen, Wochen, Auszeichnungen, Anmerkungen) | Höchstplatzierung, Gesamtwochen, AuszeichnungChartplatzierungen (Jahr, Titel, Album, Platzierungen, Wochen, Auszeichnungen, Anmerkungen) | Höchstplatzierung, Gesamtwochen, AuszeichnungChartplatzierungen (Jahr, Titel, Album, Platzierungen, Wochen, Auszeichnungen, Anmerkungen) | Anmerkungen                                |
| Jahr | Titel Album                                                                         | DE | AT | CH | UK | US | Rock | Anmerkungen                                |
| --- | ----------------------------------------------------------------------------------- | --- | --- | --- | --- | --- | --- | ------------------------------------------ |
| 1994 | Longview Dookie                                                                     | — | — | — | UK30 Silber · (4 Wo.)UK | — | Rock1 (22 Wo.)Rock | Erstveröffentlichung: 1. Februar 1994      |
| 1994 | Basket Case Dookie                                                                  | DE18 (28 Wo.)DE | — | — | UK7 ×2Doppelplatin · (8 Wo.)UK | — | Rock1 (24 Wo.)Rock | Erstveröffentlichung: 2. September 1994    |
| 1994 | Welcome to Paradise Dookie                                                          | — | — | — | UK20 Silber · (3 Wo.)UK | — | Rock7 (18 Wo.)Rock | Erstveröffentlichung: 4. Oktober 1994      |
| 1995 | When I Come Around Dookie                                                           | DE45 (15 Wo.)DE | — | — | UK27 Platin · (3 Wo.)UK | US— GoldUS | Rock1 (26 Wo.)Rock | Erstveröffentlichung: 31. Januar 1995      |
| 1995 | She Dookie                                                                          | — | — | — | — | — | Rock5 (17 Wo.)Rock | Erstveröffentlichung: 5. Mai 1995          |
| 1995 | J.A.R. Angus: Music from the Motion Picture                                         | — | — | — | — | — | Rock1 (12 Wo.)Rock | Erstveröffentlichung: 10. Juli 1995        |
| 1995 | Geek Stink Breath Insomniac                                                         | DE73 (4 Wo.)DE | — | — | UK16 (3 Wo.)UK | — | Rock3 (12 Wo.)Rock | Erstveröffentlichung: 25. September 1995   |
| 1995 | Stuck with Me Insomniac                                                             | — | — | — | UK24 (3 Wo.)UK | — | — | Erstveröffentlichung: 27. Dezember 1995    |
| 1996 | Brain Stew/Jaded Insomniac                                                          | — | — | — | UK28 Silber · (2 Wo.)UK | — | Rock3 (25 Wo.)Rock | Erstveröffentlichung: 3. Juli 1996         |
| 1996 | Walking Contradiction Insomniac                                                     | — | — | — | — | — | Rock21 (9 Wo.)Rock | Erstveröffentlichung: 20. August 1996      |
| 1997 | Hitchin’ a Ride nimrod.                                                             | — | — | — | UK25 (2 Wo.)UK | — | Rock5 (24 Wo.)Rock | Erstveröffentlichung: 22. September 1997   |
| 1997 | Good Riddance (Time of Your Life) nimrod.                                           | — | — | — | UK11 ×2Doppelplatin · (6 Wo.)UK | US— ×5FünffachplatinUS | Rock2 (26 Wo.)Rock | Erstveröffentlichung: 17. Oktober 1997     |
| 1998 | Redundant nimrod.                                                                   | — | — | — | UK27 (2 Wo.)UK | — | Rock16 (13 Wo.)Rock | Erstveröffentlichung: 26. Mai 1998         |
| 1999 | Nice Guys Finish Last nimrod.                                                       | — | — | — | — | — | Rock31 (6 Wo.)Rock | Erstveröffentlichung: 26. Mai 1998         |
| 2000 | Minority Warning                                                                    | — | — | — | UK18 Silber · (3 Wo.)UK | — | Rock1 (23 Wo.)Rock | Erstveröffentlichung: 31. August 2000      |
| 2000 | Warning                                                                             | — | — | — | UK27 (4 Wo.)UK | — | Rock3 (19 Wo.)Rock | Erstveröffentlichung: 11. Dezember 2000    |
| 2001 | Waiting Warning                                                                     | — | — | — | UK34 (2 Wo.)UK | — | Rock26 (8 Wo.)Rock | Erstveröffentlichung: 29. Oktober 2000     |
| 2004 | I Fought the Law –                                                                  | — | — | — | — | — | — | Erstveröffentlichung: 1. Februar 2004      |
| 2004 | American Idiot                                                                      | DE28 (9 Wo.)DE | AT18 (19 Wo.)AT | CH75 (7 Wo.)CH | UK3 ×2Doppelplatin · (16 Wo.)UK | US61 Gold · (20 Wo.)US | Rock1 (26 Wo.)Rock | Erstveröffentlichung: 6. August 2004       |
| 2004 | Shoplifter American Idiot                                                           | — | — | — | — | — | — | Erstveröffentlichung: 21. September 2004   |
| 2004 | Boulevard of Broken Dreams American Idiot                                           | DE13 Gold · (21 Wo.)DE | AT8 (27 Wo.)AT | CH12 (26 Wo.)CH | UK5 Platin · (29 Wo.)UK | US2 Gold + Gold (Mastertone) · (36 Wo.)US                                                                                                | Rock1 (32 Wo.)Rock | Erstveröffentlichung: 29. November 2004    |
| 2005 | Holiday American Idiot                                                              | DE50 (9 Wo.)DE | AT45 (8 Wo.)AT | CH44 (12 Wo.)CH | UK11 Gold (2022) + Gold (2024) · (8 Wo.)UK                                                                                               | US19 Platin · (29 Wo.)US | Rock1 (29 Wo.)Rock | Erstveröffentlichung: 14. März 2005        |
| 2005 | Wake Me Up When September Ends American Idiot                                       | DE22 (18 Wo.)DE | AT15 (26 Wo.)AT | CH22 (21 Wo.)CH | UK8 ×2Doppelplatin · (32 Wo.)UK | US6 Platin · (12 Wo.)US | Rock2 (22 Wo.)Rock | Erstveröffentlichung: 13. Juni 2005        |
| 2005 | Jesus of Suburbia American Idiot                                                    | DE76 (9 Wo.)DE | AT55 (5 Wo.)AT | CH34 (8 Wo.)CH | UK17 Gold · (4 Wo.)UK | — | Rock27 (10 Wo.)Rock | Erstveröffentlichung: 25. Oktober 2005     |
| 2006 | The Saints Are Coming U218 Singles                                                  | DE6 (9 Wo.)DE | AT3 (9 Wo.)AT | CH1 (7 Wo.)CH | UK2 (7 Wo.)UK | US51 (9 Wo.)US | Rock22 (7 Wo.)Rock | Erstveröffentlichung: November 2006 mit U2 |
| 2007 | Working Class Hero Instant Karma: The Amnesty International Campaign to Save Darfur | — | — | CH53 (16 Wo.)CH | — | US53 (2 Wo.)US | Rock10 (12 Wo.)Rock | Erstveröffentlichung: 1. Mai 2007          |
| 2007 | The Simpsons Theme –                                                                | — | — | — | UK19 (4 Wo.)UK | — | — | Erstveröffentlichung: 24. Juli 2007        |
| 2009 | Know Your Enemy 21st Century Breakdown                                              | DE14 (12 Wo.)DE | AT11 (26 Wo.)AT | CH16 (18 Wo.)CH | UK21 Silber · (10 Wo.)UK | US28 Gold · (10 Wo.)US | Rock1 (20 Wo.)Rock | Erstveröffentlichung: 16. April 2009       |
| 2009 | 21 Guns 21st Century Breakdown                                                      | DE13 (20 Wo.)DE | AT10 Gold · (51 Wo.)AT | CH13 (30 Wo.)CH | UK36 Platin · (10 Wo.)UK | US22 Platin · (12 Wo.)US | Rock3 (20 Wo.)Rock | Erstveröffentlichung: 25. Mai 2009         |
| 2009 | East Jesus Nowhere 21st Century Breakdown                                           | — | — | — | — | — | Rock17 (19 Wo.)Rock | Erstveröffentlichung: 19. Oktober 2009     |
| 2009 | 21st Century Breakdown                                                              | DE71 (1 Wo.)DE | — | — | — | — | — | Erstveröffentlichung: 21. Dezember 2009    |
| 2010 | Last of the American Girls 21st Century Breakdown                                   | DE45 (13 Wo.)DE | AT29 (12 Wo.)AT | — | — | — | Rock26 (9 Wo.)Rock | Erstveröffentlichung: 22. März 2010        |
| 2010 | T American Idiot – Original Broadway Cast Recording                                 | — | — | — | UK68 (2 Wo.)UK | — | — | Erstveröffentlichung: 11. Juni 2010        |
| 2012 | Oh Love ¡Uno!                                                                       | DE44 (13 Wo.)DE | AT28 (7 Wo.)AT | CH65 (1 Wo.)CH | — | US97 (4 Wo.)US | Rock3 (15 Wo.)Rock | Erstveröffentlichung: 16. Juli 2012        |
| 2012 | Kill the DJ ¡Uno!                                                                   | — | — | — | — | — | — | Erstveröffentlichung: 14. August 2012      |
| 2012 | Let Yourself Go ¡Uno!                                                               | — | — | — | — | — | Rock17 (20 Wo.)Rock | Erstveröffentlichung: 5. September 2012    |
| 2012 | Stray Heart ¡Dos!                                                                   | — | — | — | — | — | — | Erstveröffentlichung: 12. November 2012    |
| 2013 | X-Kid ¡Tré!                                                                         | — | — | — | — | — | Rock35 (4 Wo.)Rock | Erstveröffentlichung: 12. Februar 2013     |
| 2015 | Xmas Time of the Year –                                                             | — | — | — | — | — | — | Erstveröffentlichung: 24. Dezember 2015    |
| 2016 | Bang Bang Revolution Radio                                                          | — | — | — | UK84 (1 Wo.)UK | — | Rock1 (20 Wo.)Rock | Erstveröffentlichung: 11. August 2016      |
| 2016 | Still Breathing Revolution Radio                                                    | — | — | — | — | — | Rock1 (24 Wo.)Rock | Erstveröffentlichung: 12. November 2016    |
| 2017 | Revolution Radio                                                                    | — | — | — | — | — | Rock21 (17 Wo.)Rock | Erstveröffentlichung: 16. Mai 2017         |
| 2017 | Back in the USA Greatest Hits: God’s Favorite Band                                  | — | — | — | — | — | Rock32 (1 Wo.)Rock | Erstveröffentlichung: 17. November 2017    |
| 2019 | Father of All…                                                                      | — | — | — | — | — | Rock6 (17 Wo.)Rock | Erstveröffentlichung: 10. September 2019   |
| 2019 | Fire, Ready, Aim Father of All…                                                     | — | — | — | — | — | Rock33 (2 Wo.)Rock | Erstveröffentlichung: 9. Oktober 2019      |
| 2020 | Oh Yeah! Father of All…                                                             | — | — | — | — | — | Rock3 (18 Wo.)Rock | Erstveröffentlichung: 16. Januar 2020      |
| 2020 | Meet Me on the Roof Father of All…                                                  | — | — | — | — | — | Rock21 (1 Wo.)Rock | Erstveröffentlichung: 7. Februar 2020      |
| 2021 | Holy Toledo! Mark, Mary & Some Other People O.S.T.                                  | — | — | — | — | — | — | Erstveröffentlichung: 5. November 2021     |
| 2023 | The American Dream Is Killing Me Saviors                                            | — | — | — | — | — | Rock22 (13 Wo.)Rock | Erstveröffentlichung: 24. Oktober 2023     |
| Folgende Lieder erschienen nicht als Single, wurden aber durch das Album zum Download und Streaming bereitgestellt und konnten somit eine Platzierung erlangen: |                                                                                     | | | | | | |                                            |
| |                                                                                     | | | | | | |                                            |
| 2024 | Bobby Sox Saviors                                                                   | — | — | — | — | — | Rock48 (1 Wo.)Rock | Videoauskopplung: 19. Januar 2024          |
| 2024 | Dilemma Saviors                                                                     | — | — | — | — | — | Rock32 (8 Wo.)Rock | Videoauskopplung: 7. Dezember 2023         |

grau schraffiert: keine Chartdaten aus diesem Jahr verfügbar

## Videoalben
| Jahr | Titel Musiklabel                           | Höchstplatzierung, Gesamtwochen, AuszeichnungChartplatzierungen (Jahr, Titel, Musiklabel, Platzierungen, Wochen, Auszeichnungen, Anmerkungen) | Höchstplatzierung, Gesamtwochen, AuszeichnungChartplatzierungen (Jahr, Titel, Musiklabel, Platzierungen, Wochen, Auszeichnungen, Anmerkungen) | Höchstplatzierung, Gesamtwochen, AuszeichnungChartplatzierungen (Jahr, Titel, Musiklabel, Platzierungen, Wochen, Auszeichnungen, Anmerkungen) | Höchstplatzierung, Gesamtwochen, AuszeichnungChartplatzierungen (Jahr, Titel, Musiklabel, Platzierungen, Wochen, Auszeichnungen, Anmerkungen) | Höchstplatzierung, Gesamtwochen, AuszeichnungChartplatzierungen (Jahr, Titel, Musiklabel, Platzierungen, Wochen, Auszeichnungen, Anmerkungen) | Anmerkungen                |
| Jahr | Titel Musiklabel                           | DE | AT | CH | UK | US | Anmerkungen                |
| ---- | ------------------------------------------ | --- | --- | --- | --- | --- | -------------------------- |
| 2001 | International Supervideos! Reprise Records | — | — | — | UK11 Platin · (32 Wo.)UK | — | Erstveröffentlichung: 2001 |
| 2003 | Riding in Vans with Boys                   | — | — | — | — | — | Erstveröffentlichung: 2003 |
| 2005 | Bullet in a Bible                          | DE— ×7SiebenfachgoldDE | — | — | — | — | Erstveröffentlichung: 2005 |
| 2011 | Awesome as Fuck                            | DE— GoldDE | — | — | — | — | Erstveröffentlichung: 2011 |
| 2013 | ¡Cuatro!                                   | — | — | — | — | — | Erstveröffentlichung: 2013 |

## Boxsets
| Jahr | Titel Musiklabel                                  | Höchstplatzierung, Gesamtwochen, AuszeichnungChartplatzierungen (Jahr, Titel, Musiklabel, Platzierungen, Wochen, Auszeichnungen, Anmerkungen) | Höchstplatzierung, Gesamtwochen, AuszeichnungChartplatzierungen (Jahr, Titel, Musiklabel, Platzierungen, Wochen, Auszeichnungen, Anmerkungen) | Höchstplatzierung, Gesamtwochen, AuszeichnungChartplatzierungen (Jahr, Titel, Musiklabel, Platzierungen, Wochen, Auszeichnungen, Anmerkungen) | Höchstplatzierung, Gesamtwochen, AuszeichnungChartplatzierungen (Jahr, Titel, Musiklabel, Platzierungen, Wochen, Auszeichnungen, Anmerkungen) | Höchstplatzierung, Gesamtwochen, AuszeichnungChartplatzierungen (Jahr, Titel, Musiklabel, Platzierungen, Wochen, Auszeichnungen, Anmerkungen) | Höchstplatzierung, Gesamtwochen, AuszeichnungChartplatzierungen (Jahr, Titel, Musiklabel, Platzierungen, Wochen, Auszeichnungen, Anmerkungen) | Anmerkungen                                              |
| Jahr | Titel Musiklabel                                  | DE | AT | CH | UK | US | Rock | Anmerkungen                                              |
| ---- | ------------------------------------------------- | --- | --- | --- | --- | --- | --- | -------------------------------------------------------- |
| 2009 | The Green Day Collection Reprise Records (WMG)    | — | — | — | — | — | — | Erstveröffentlichung: 22. Dezember 2009                  |
| 2012 | The Studio Albums 1990–2009 Reprise Records (WMG) | DE49 (2 Wo.)DE | AT62 (2 Wo.)AT | CH96 (1 Wo.)CH | — | — | — | Erstveröffentlichung: 27. August 2012 Verkäufe: + 10.000 |

## Promoveröffentlichungen
| Jahr | Titel Album                              | Anmerkungen                            |
| ---- | ---------------------------------------- | -------------------------------------- |
| 2001 | Macy’s Day Parade Warning                | Erstveröffentlichung: 2001             |
| 2002 | Poprocks & Coke International Superhits! | Erstveröffentlichung: 1. Januar 2002   |
| 2002 | Maria International Superhits!           | Erstveröffentlichung: 2002             |
| 2002 | Ha Ha You’re Dead Shenanigans            | Erstveröffentlichung: 2002             |
| 2023 | Look Ma, No Brains! Saviors              | Erstveröffentlichung: 2023             |
| 2023 | Dilemma Saviors                          | Erstveröffentlichung: 7. Dezember 2023 |

## Sonderveröffentlichungen
| Jahr | Titel Musiklabel          | Anmerkungen                |
| ---- | ------------------------- | -------------------------- |
| 2012 | Green Day Reprise Records | Erstveröffentlichung: 2012 |

## Statistik

### Chartauswertung
|                     | DE     | AT     | CH     | UK     | US     | Rock       |
| ------------------- | ------ | ------ | ------ | ------ | ------ | ---------- |
| Nummer-eins-Alben   | DE1DE  | AT3AT  | CH3CH  | UK5UK  | US3US  | Rock4Rock  |
| Top-10-Alben        | DE10DE | AT12AT | CH9CH  | UK10UK | US12US | Rock10Rock |
| Alben in den Charts | DE19DE | AT20AT | CH17CH | UK18UK | US20US | Rock12Rock |

|                       | DE     | AT     | CH     | UK     | US    | Rock       |
| --------------------- | ------ | ------ | ------ | ------ | ----- | ---------- |
| Nummer-eins-Singles   | DE—DE  | AT—AT  | CH1CH  | UK—UK  | US—US | Rock11Rock |
| Top-10-Singles        | DE1DE  | AT3AT  | CH1CH  | UK5UK  | US2US | Rock23Rock |
| Singles in den Charts | DE14DE | AT10AT | CH10CH | UK24UK | US9US | Rock39Rock |

|                          | DE    | AT    | CH    | UK    | US    |
| ------------------------ | ----- | ----- | ----- | ----- | ----- |
| Nummer-eins-Videoalben   | DE—DE | AT—AT | CH—CH | UK—UK | US—US |
| Top-10-Videoalben        | DE—DE | AT—AT | CH—CH | UK—UK | US—US |
| Videoalben in den Charts | DE—DE | AT—AT | CH—CH | UK1UK | US—US |

### Auszeichnungen für Musikverkäufe
| Land/RegionAuszeichnungen für Musikverkäufe (Land/Region, Auszeichnungen, Verkäufe, Quellen) | Silber     | Gold       | Platin         | Diamant     | Verkäufe    | Quellen |
| -------------------------------------------------------------------------------------------- | ---------- | ---------- | -------------- | ----------- | ----------- | --- |
| Argentinien (CAPIF)                                                                          | —          | 2× Gold2   | 6× Platin6     | —           | 256.000     | capif.org.ar (Memento vom 31. Mai 2011 im Internet Archive) AR2 (Memento vom 31. Mai 2011 im Internet Archive) |
| Australien (ARIA)                                                                            | —          | 3× Gold3   | 29× Platin29   | —           | 2.080.000   | aria.com.au |
| Belgien (BRMA)                                                                               | —          | 3× Gold3   | Platin1        | —           | 115.000     | ultratop.be |
| Brasilien (PMB)                                                                              | —          | 7× Gold7   | —              | —           | 385.000     | pro-musicabr.org.br                                                                                            |
| Dänemark (IFPI)                                                                              | —          | 4× Gold4   | 13× Platin13   | —           | 594.000     | ifpi.dk |
| Deutschland (BVMI)                                                                           | —          | 8× Gold8   | 9× Platin9     | —           | 2.700.000   | musikindustrie.de                                                                                              |
| Europa (IFPI)                                                                                | —          | —          | 7× Platin7     | —           | (7.000.000) | ifpi.org (Memento vom 1. Januar 2014 im Internet Archive)                                                      |
| Finnland (IFPI)                                                                              | —          | 4× Gold4   | —              | —           | 96.054      | ifpi.fi |
| Frankreich (SNEP)                                                                            | —          | Gold1      | 2× Platin2     | —           | 600.000     | infodisc.fr |
| Golf-Kooperationsrat (IFPI)                                                                  | —          | —          | Platin1        | —           | 6.000       | ifpi.org (Memento vom 10. Oktober 2013 im Internet Archive)                                                    |
| Griechenland (IFPI)                                                                          | —          | —          | Platin1        | —           | 20.000      | Einzelnachweise                                                                                                |
| Irland (IRMA)                                                                                | —          | —          | 18× Platin18   | —           | 270.000     | irishcharts.ie                                                                                                 |
| Italien (FIMI)                                                                               | —          | 6× Gold6   | 13× Platin13   | —           | 935.000     | fimi.it |
| Japan (RIAJ)                                                                                 | —          | 6× Gold6   | 8× Platin8     | —           | 2.000.000   | riaj.or.jp JP2                                                                                                 |
| Kanada (MC)                                                                                  | —          | 4× Gold4   | 42× Platin42   | 2× Diamant2 | 5.570.000   | musiccanada.com                                                                                                |
| Mexiko (AMPROFON)                                                                            | —          | Gold1      | Platin1        | —           | 150.000     | amprofon.com.mx                                                                                                |
| Neuseeland (RMNZ)                                                                            | —          | 4× Gold4   | 33× Platin33   | —           | 765.000     | aotearoamusiccharts.co.nz NZ2 NZ3                                                                              |
| Niederlande (NVPI)                                                                           | —          | 2× Gold2   | —              | —           | 90.000      | nvpi.nl |
| Norwegen (IFPI)                                                                              | —          | Gold1      | —              | —           | 15.000      | ifpi.no (Memento vom 5. November 2012 im Internet Archive)                                                     |
| Österreich (IFPI)                                                                            | —          | 4× Gold4   | 4× Platin4     | —           | 190.000     | ifpi.at |
| Polen (ZPAV)                                                                                 | —          | 2× Gold2   | —              | —           | 60.000      | olis.pl |
| Portugal (AFP)                                                                               | —          | 2× Gold2   | —              | —           | 20.000      | Einzelnachweise                                                                                                |
| Schweden (IFPI)                                                                              | —          | 3× Gold3   | Platin1        | —           | 160.000     | sverigetopplistan.se ifpi.se                                                                                   |
| Schweiz (IFPI)                                                                               | —          | Gold1      | 3× Platin3     | —           | 135.000     | hitparade.ch                                                                                                   |
| Spanien (Promusicae)                                                                         | —          | 8× Gold8   | 4× Platin4     | —           | 580.000     | elportaldemusica.es                                                                                            |
| Ungarn (MAHASZ)                                                                              | —          | Gold1      | —              | —           | 10.000      | slagerlistak.hu                                                                                                |
| Vereinigte Staaten (RIAA)                                                                    | —          | 7× Gold7   | 22× Platin22   | 2× Diamant2 | 45.600.000  | riaa.com |
| Vereinigtes Königreich (BPI)                                                                 | 8× Silber8 | 10× Gold10 | 32× Platin32   | —           | 16.170.000  | bpi.co.uk |
| Insgesamt                                                                                    | 8× Silber8 | 94× Gold94 | 250× Platin250 | 4× Diamant4 |             | |